# Francisc Munteanu
Francisc Munteanu (* 9. April 1924 in Vețel, Rumänien; † 13. April 1993 in Bukarest) war ein rumänischer Schriftsteller, Filmregisseur und Drehbuchautor.

## Leben
Francisc Munteanu war der Sohn von Iulia Munteanu, geborene Gomboş, und Francisc Munteanu. Nach seinem Schulabschluss arbeitete er als Mechanikerlehrling, in einer Schokoladenfabrik und als Matrose auf der Donau. Während des Zweiten Weltkrieges war er von Februar bis Mai 1945 in deutscher Kriegsgefangenschaft. Nach seiner Rückkehr wurde er Chefredakteur der Zeitschrift Orizonturi noi und arbeitete in einer Weberei. Von 1947 bis 1949 war er Redakteur beim Patriotul und ab 1949 arbeitete er für zwei Jahre als Generalinspekteur für Theater beim Informationsministerium. Nach einem kurzen Zwischenstopp als Hilfsarbeiter beim Bukarester Obor Markt, war er ab 1954 als Filmregisseur bei den Buftea Filmstudios angestellt.
Gemeinsam mit Titus Popovici veröffentlichte Munteanu 1951 mit Mecanicul şi alţi oameni de azi sein erstes Buch. In den folgenden Jahren erschienen pro Jahr teilweise bis zu drei Bücher von ihm. Er beschrieb vor allen Dingen Menschen im industriellen Umfeld und Arbeiter in einer Gesellschaft, die einen sozialistischen Prozess durchlaufen. Dabei wurde ihm von Kritikern vorgeworfen, wie er mit Leichtigkeit und Oberflächlichkeit den Unwillen vieler Bauern porträtierte, sich solchen Umwandlungsprozessen zu widersetzen.
Ab Ende der 1950er Jahre begann Munteanu auch als Drehbuchautor und Filmregisseur zu arbeiten. Sein Debüt als Drehbuchautor gab er 1959 mit Die Donau brennt, sein Debüt als Filmregisseur 1960 mit Soldaten in Uniform und als Autorenfilmer debütierte er 1962 mit Der Himmel ist ohne Gitter.

## Werke
| - Mecanicul şi alţi oameni de azi (1951, gemeinsam mit Titus Popovici) - Lenţa (1954) - Das Haus mit der verschlossenen Tür, Verlag Neues Leben, Berlin 1960 - În oraşul de pe Mureş (1954) - In der Stadt am Mieresch, Jugendverlag, Bukarest 1958 - Ciocârlia (1955) - Scrisoarea, Bucureşti (1955) - A venit un om (1956) - Statuile nu râd niciodată (1957) - Fericitul negustor (1957) - Hotel Tristeţe (1957) - Cerul începe la etajul 3 (1958) - Der Himmel beginnt beim dritten Stockwerk und andere Erzählungen, Jugendverlag, Bukarest 1964 - Nuvele (1959) - Terra di Siena (1962) - Prietenul meu Adam (1962) - Hotel Tristeţe şi alte povestiri (1965) - Reîntoarcerea (1967) | - Profesorul de muzică (1968) - Încotro? (1970) - Testamentul şi alte povestiri (1972) - Strada semaforului (1972) - Pistruiatul (1976) - Dacă toţi copacii ar fi la fel (1977) - Roşcovanul (1979) - Profesorul de muzică (1979) - Hoţul (1980) - Povestiri de război (1980) - Oameni, fapte, amintiri, I-II (1981–1985) - Filiera Prahova (1982) - Patru zile fierbinţi (1983) - Dincolo de ziduri (1983) - Cocorii zboară fără busolă (1984) - Prinţesa din Sega (1985) - Barajul (1986) - Sonata în re major (1987) - Scrisori din Calea Lactee (1989) |

## Filmografie (Auswahl)
| Drehbuch - 1959: Die Donau brennt (Valurile Dunării) - 1962: Der Himmel ist ohne Gitter (Cerul n-are gratii) - 1964: Das weiße Zimmer (Camera albă) - 1964: Im Alter der Liebe (La vârsta dragostei) - 1965: Vorstadtdrama (Dincolo de barieră) - 1966: Der Tunnel (Tunelul) - 1970: Schlager in Konstanza (Cîntecele marii) - 1972: Die Liebe beginnt am Freitag (Dragostea începe vineri) - 1972: Die heilige Therese und die Teufel (Sfînta Tereza și diavolii) - 1975: Die Piraten des Pazifik (Insula comorilor) - 1976: Mihai, der Rotschopf (Roșcovanul) - 1980: Auftrag ´Concordia´ (Detașamentul ´Concordia´) - 1981: Anna und der Dieb (Ana și hoțul) - 1981: Wir werden das Kind schon schaukeln (Pruncul, petrolul și ardelenii) - 1990: Kreuzritter 6 – Für Heimat und Vaterland (Coroana de foc) | Regie - 1960: Soldaten in Uniform (Soldați fără uniformă) - 1962: Der Himmel ist ohne Gitter (Cerul n-are gratii) - 1964: Im Alter der Liebe (La vârsta dragostei) - 1965: Vorstadtdrama (Dincolo de barieră) - 1966: Der Tunnel (Tunelul) - 1970: Schlager in Konstanza (Cîntecele marii) - 1972: Die heilige Therese und die Teufel (Sfînta Tereza și diavolii) - 1976: Mihai, der Rotschopf (Roșcovanul) - 1980: Auftrag ‚Concordia‘ (Detașamentul ‚Concordia‘) - 1985: Gefährlicher Flug (Zbor periculos) - 1985: Sentimentaler Sommer (Vara sentimentală) |